# 歐拉旋轉定理
在運動學裏，歐拉旋轉定理（英語：Euler's rotation theorem）表明，在三維空間裏，假設一個剛體在做一個位移的時候，剛體內部至少有一點固定不動，則此位移等價於一個繞著包含那固定點的固定軸的旋轉。這定理是以瑞士數學家萊昂哈德·歐拉命名。於1775年，歐拉使用簡單的幾何論述證明了這定理。
用數學術語，在三維空間內，任何共原點的兩個座標系之間的關係，是一個繞著包含原點的固定軸的旋轉。這也意味著，兩個旋轉矩陣的乘積還是旋轉矩陣。一個不是單位矩陣的旋轉矩陣必有一個實值的本徵值，而這本徵值是 1 。 對應於這本徵值的本徵向量就是旋轉所環繞的固定軸。

## 應用

### 旋轉生成元
假設單位向量 {\displaystyle (x,\ y,\ z)\,\!} 是旋轉的瞬時固定軸，繞著這固定軸，旋轉微小角值 {\displaystyle \Delta \theta \,\!} ，則取至 {\displaystyle \Delta \theta \,\!} 的一次方，旋轉矩陣可以表達為：
{\displaystyle \Delta R={\begin{bmatrix}1&0&0\\0&1&0\\0&0&1\end{bmatrix}}+{\begin{bmatrix}0&z&-y\\-z&0&x\\y&-x&0\end{bmatrix}}\,\Delta \theta =\mathbf {I} +\mathbf {A} \,\Delta \theta \,\!} 。
繞著固定軸做一個 {\displaystyle \theta \,\!} 角值的旋轉，可以被視為許多繞著同樣固定軸的接連不斷的微小旋轉，每一個小旋轉的角值為 {\displaystyle \Delta \theta =\theta /N\,\!} 。讓 {\displaystyle N\,\!} 趨向無窮大，則繞著固定軸 {\displaystyle \theta \,\!} 角值的旋轉，可以表達為
{\displaystyle R=\lim _{N\to \infty }\ \left(\mathbf {1} +{\frac {\mathbf {A} \theta }{N}}\right)^{N}=e^{\mathbf {A} \theta }\,\!} 。
歐拉旋轉定理基要地闡明，所有的旋轉都能以這形式來表達。乘積 {\displaystyle \mathbf {A} \theta \,\!} 是這個旋轉的生成元。用生成元來分析，而不用整個旋轉矩陣，通常是較簡易的方法。用生成元來分析的學術領域，稱為旋轉群的李代數。

### 四元數
根據歐拉旋轉定理，任何兩個坐標系的相對定向，可以由一組四個數字來設定；其中三個數字是方向餘弦，用來設定特徵向量（固定軸）；第四個數字是繞著固定軸旋轉的角值。這樣四個數字的一組稱為四元數。
如上所描述的四元數，並不介入複數。如果四元數被用來描述二個連續的旋轉，則必須使用由威廉·哈密顿提出的非交換四元數代數以複數來計算。
在航空學應用方面，通過四元數方法來計算旋轉，已經替代了方向餘弦方法，這是因為它能減少所需的工作，和它能減小捨入誤差。在電腦圖學裏，四元數與四元數之間，簡易執行插值的能力是很有價值的。

## 參閱
- 歐拉角
- 歐拉運動定律
- 旋轉運動表述